# Nguyễn Thanh Hiền (cầu thủ bóng đá)
Nguyễn Thanh Hiền (sinh 16 tháng 4 năm 1993) là một cầu thủ bóng đá người Việt Nam đang chơi ở vị trí hậu vệ cho câu lạc bộ Đồng Tháp tại V.League 1 và ĐTQG Việt Nam.

## Sự nghiệp quốc tế

### Ra sân đội tuyển quốc gia
Tính đến ngày 13 tháng 10 năm 2015
| Đội tuyển quốc gia Việt Nam | Đội tuyển quốc gia Việt Nam | Đội tuyển quốc gia Việt Nam |
| Năm                         | Trận                        | Bàn                         |
| --------------------------- | --------------------------- | --------------------------- |
| 2014                        | 4                           | 0                           |
| 2015                        | 4                           | 0                           |
| Tổng cộng                   | 8                           | 0                           |

## Danh hiệu
Đồng Tháp
 Vô địch
- V.League 2: 2014